# Contes bruns
Contes bruns: une tête à l'envers è una raccolta di racconti in lingua francese pubblicata per la prima volta anonima nel 1832.

## Storia
La raccolta fu preparata da Honoré de Balzac, Philarète Chasles e Charles Rabou per sfruttare il grande successo ottenuto dal genere letterario dei racconti a partire dal 1829, anno in cui sulla rivista Revue de Paris apparvero le traduzioni dei racconti di Hoffmann e i primi racconti di Stendhal. Poiché il volume, pubblicato anonimo da Canel e Guyot, ebbe grande successo, ne fu fatta una seconda edizione in cui erano rivelati i nomi degli autori (Balzac, Chasles e Rabou; quest'ultimo era all'epoca direttore della Revue de Paris). Fra i primi lettori di questa raccolta in Italia deve essere compreso anche il Belli, il quale tuttavia attribuì erroneamente tutti i racconti a Balzac
Il libro fu inserito nell'Indice dei libri proibiti il 16 settembre 1841.

## Elenco dei racconti (autore)
- Une conversation entre onze heures et minuit (Honoré de Balzac)
- L'Œil sans paupière (Philarète Chasles)
- Sara la danseuse (Charles Rabou)
- Une bonne fortune (Philarète Chasles)
- Tobias Guarnerius (Charles Rabou)
- La Fosse de l'avare (Philarète Chasles)
- Les Trois sœurs (Philarète Chasles)
- Les Regrets (Charles Rabou)
- Le Ministère public (Charles Rabou)
- Le Grand d'Espagne (Honoré de Balzac)

## Edizioni
- (FR) Contes bruns: une tête à l'envers, Paris, Urbain Canel - Adolphe Guyot, 1832. Ospitato su Google libri.
- (FR) Contes bruns, prefazione e note di Marcel Bouteron, Paris, A. Delpeuch, 1927.
- (FR) H. de Balzac, Ph. Chasles e C. Rabou, Contes bruns: par une tete a l'envers, Paris, Ed. des autres, 1979.
- (FR) Marie-Christine Natta (a cura di), Contes bruns: par une tête à l'envers, Jaignes, La chasse au snark, 2002, ISBN 2914015151.
- (IT) Mariagrazia Paturzo (traduzione e cura), Racconti scuri, Aracne Editrice, coll. Toiles, 2013.